# Coppa Italia 1971 (calcio femminile)
L'edizione 1971 è stata la prima edizione nella storia della Coppa Italia di calcio femminile. Organizzata dalla Federazione Femminile Italiana Giuoco Calcio, il trofeo è stato vinto dall'ACF Roma, che nella finale in gara unica ha battuto per 1-0 l'ACF Fiorentina.
Il torneo è iniziato nel marzo 1971 prima dell'inizio del campionato di Serie A ed è terminato nell'anno solare successivo (1972) solo per motivi organizzativi, malgrado fosse stato definito di competenza della stagione sportiva 1971.

## Ottavi di finale
Andata 29 novembre 1971            
Ritorno  4 – 5 – 8 dicembre 1971
| Squadra 1          | Totale  | Squadra 2         | Andata | Ritorno |
| ------------------ | ------- | ----------------- | ------ | ------- |
| Juventus           | 4 - 4   | Genova            | 3 - 0  | 1 - 4   |
| Napoli             | 4 - 11  | Roma              | 2 - 3  | 2 - 8   |
| Lazio Lubiam       | 5 - 3   | Alaska Veglie     | 2 - 1  | 3 - 2   |
| Autoroma Bergamo   | 6 - 4   | Gabbiani Piacenza | 3 - 2  | 3 - 2   |
| Reggina            | 3 - 3   | Messina           | 1 - 3  | 0 - 2   |
| La Maddalena       | forfait | Upim Catania      | -      | -       |
| Cebora Bologna     | forfait | Pordenone         | -      | -       |
| Fiorentina Elettr. | forfait | S.Basilio Roma    | -      | -       |

Genova e Reggina qualificate per miglior punteggio disciplinare

## Quarti di finale
12 dicembre 1971
| Squadra 1          | Risultato | Squadra 2        |
| ------------------ | --------- | ---------------- |
| Roma               | 1 - 0     | Cebora Bologna   |
| Lazio Lubiam       | 2-1 dts   | Genova           |
| Fiorentina Elettr. | 1-0       | Autoroma Bergamo |
| Upim Catania       | 0-3       | Reggina          |

## Semifinali
19 dicembre 1971
| Squadra 1 | Risultato | Squadra 2          |
| --------- | --------- | ------------------ |
| Roma      | 3 - 1     | Lazio Lubiam       |
| Reggina   | 0-3       | Fiorentina Elettr. |

## Finale
| Arbitro: | Rino Merola (Napoli) |

|                 |           |  |
| Kärner 15 s.t.’ | Marcatori |  |

### Formazioni
| ROMA            |    |            |     |
|                 |    |            |     |
|                 | 1  | D’Auria    |     |
|                 | 2  | Amerini    |     |
|                 | 3  | Accaputo   |     |
|                 | 4  | De Grandis | 70’ |
|                 | 5  | Gridelli   |     |
|                 | 6  | Carpita    |     |
|                 | 7  | Dell'Uomo  |     |
|                 | 8  | Kärner     |     |
|                 | 9  | Lopez      |     |
|                 | 10 | Angeletti  |     |
|                 | 11 | Medri      |     |
| A disposizione: |    |            |     |
|                 | 12 | Scoffone   |     |
|                 | 13 | Simonetti  | 70’ |
|                 | 14 | Alliegro   |     |
| Allenatore:     |    |            |     |
| Tamilia         |    |            |     |

| FIORENTINA ELETTROPLAID |    |            |     |
|                         |    |            |     |
|                         | 1  | Epiri      |     |
|                         | 2  | Apruzzese  |     |
|                         | 3  | Balotta    |     |
|                         | 4  | Mugnaini   |     |
|                         | 5  | Tanini     |     |
|                         | 6  | Cheloni    |     |
|                         | 7  | Sevcikova  |     |
|                         | 8  | Marchesini |     |
|                         | 9  | Francini   |     |
|                         | 10 | Hansen     |     |
|                         | 11 | Assirelli  | 51’ |
| A disposizione          |    |            |     |
|                         | 12 | Schiatti   |     |
|                         | 13 | Nannetti   |     |
|                         | 14 | Nincheri   | 51’ |
| Allenatore:             |    |            |     |
| Pestuggia               |    |            |     |